# Sociedad Rioplatense de Aviación
La Sociedad Rioplatense de Aviación fue la primera empresa de transporte aerocomercial de la Argentina. Fue fundada por Shirley George Kingsley como sociedad de capital y trabajo el 10 de julio de 1919, con capital enteramente radicado en Argentina. Además de Kingsley los socios eran Aarón Anchorena, Carlos Tornquist, Alfredo Peña, Henry C. Thompson y Olive Thompson.

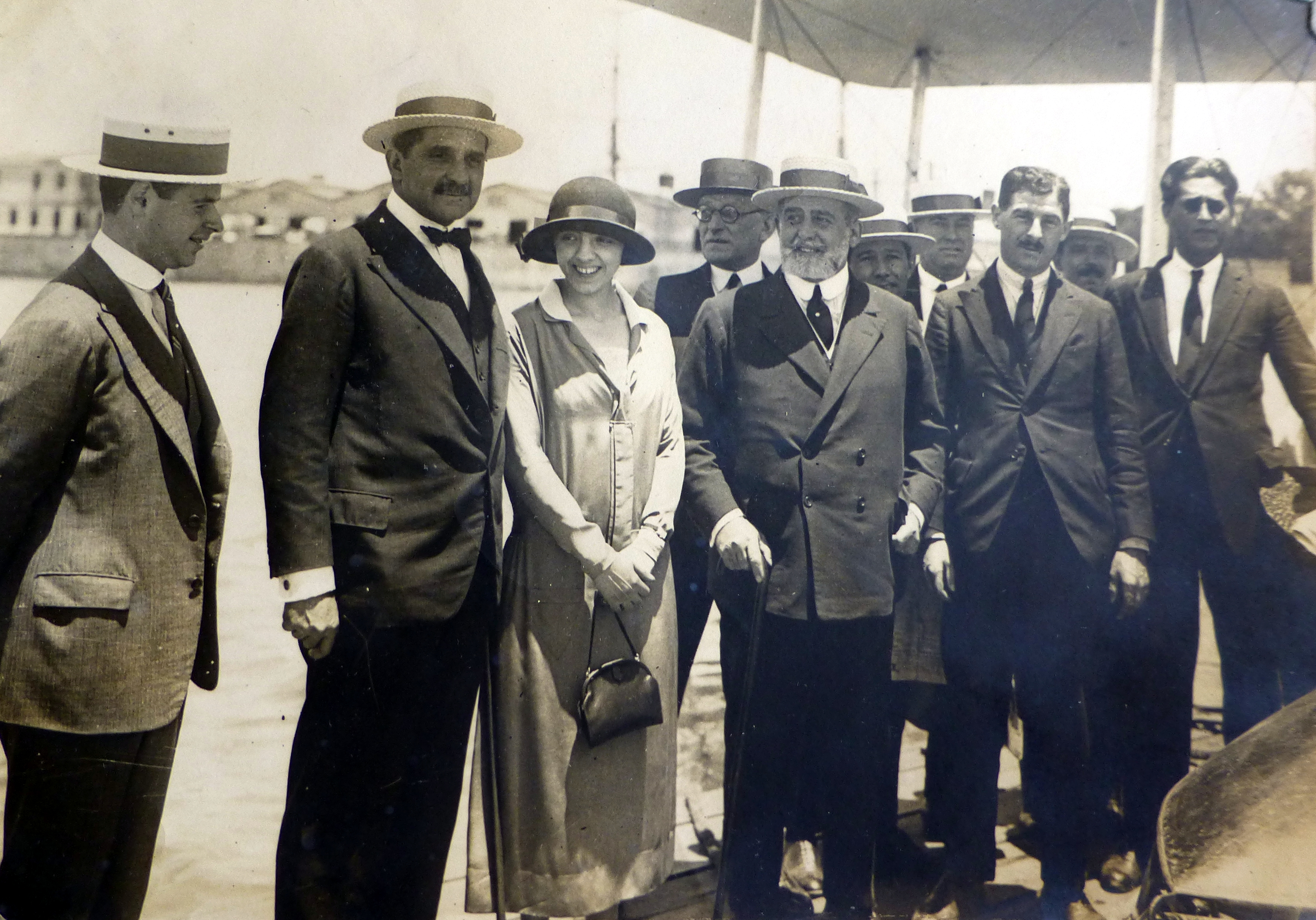
Inauguración del primer servicio aéreo diario entre Buenos Aires y Montevideo en 1923, Ing. Mihura, Señorita Mihura, Dr. Aldao, Shirley Kingsley, reporteros, fotógrafos etc.

## Reseña histórica

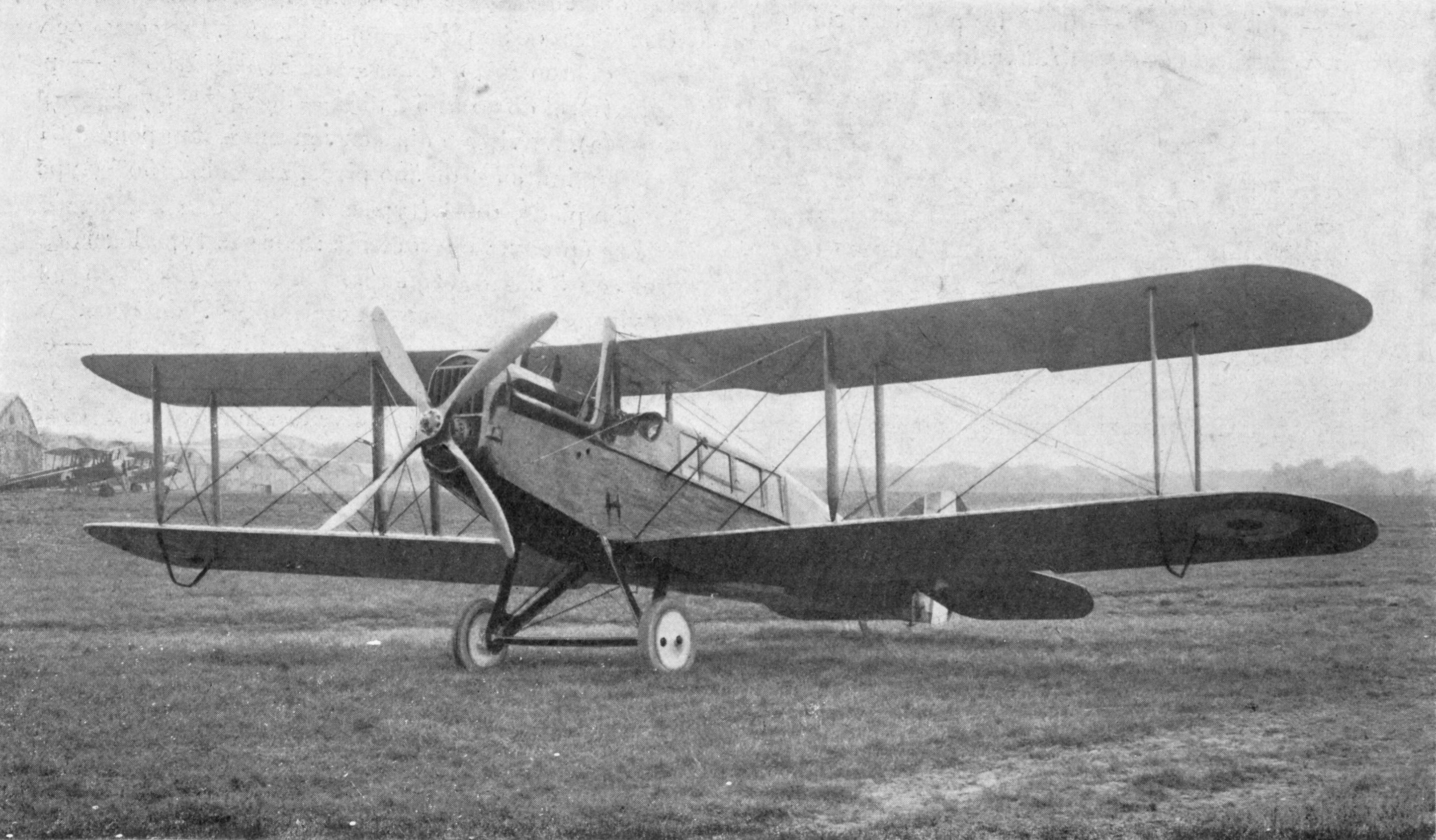
AIRCO DH.16

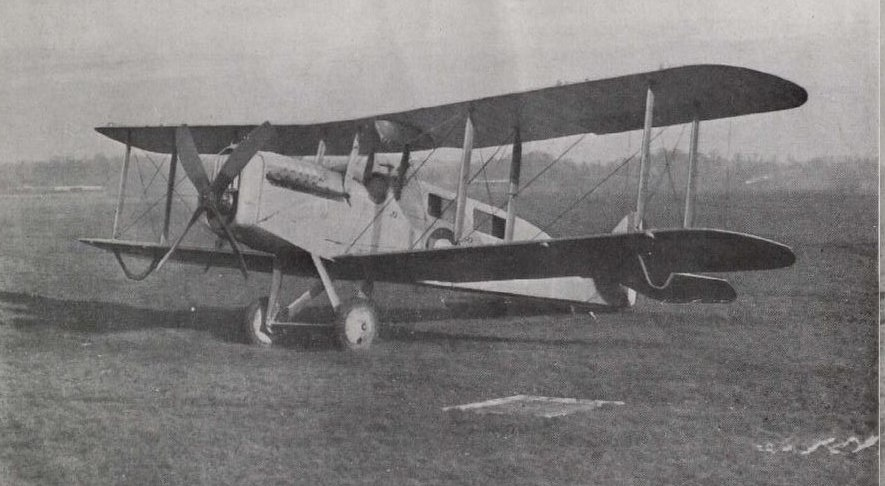
AIRCO DH.4A

Con el nombre de fantasía de "The River Plate Aviation Company", Shirley Kingsley realiza los primeros vuelos en 1919, en su biplano AIRCO DH.4A para dos pasajeros y en diciembre de ese mismo recibe en El Palomar una flota de doce biplanos de entrenamiento y turismo AIRCO DH.6 y dos limousines de alta potencia AIRCO DH.16 para cuatro pasajeros. Un tercer DH.16 llega en mayo de 1920, en reemplazo de uno de los anteriores accidentado. Como El Palomar era un aeródromo militar, la empresa debió inaugurar, el 23 de mayo de 1920, su propio aeródromo civil en la localidad de San Isidro, ubicado sobre la Avenida Bernabé Marquez, adyacente al Campo de Golf, entre las calles Isabel la Católica y Alto Perú, donde hoy se encuentra el Campo de Polo y el Club del Personal del Jockey Club. Desde este Aeródromo se realizaron los primeros vuelos de transporte aerocomercial hacia muchas localidades del país, como Santa Ana, Bariloche y Comodoro Rivadavia y también a otras localidades de países vecinos, como Montevideo, Asunción, Pelotas y Porto Alegre. También en el Aeródromo de San Isidro, utiliza algunos AIRCO DH.6 para su Escuela de Vuelo y desde allí sale a hacer vuelos de demostración y bautismo por toda la Provincia de Buenos Aires, Santa Fe y Entre Ríos, para que el público se acostumbre volar y a ver como otros vuelan. En algún momento llegaron a emplear ocho biplanos de este tipo, con sus pilotos, participando simultáneamente en estos recorridos y empleando 30 mecánicos. Varios de estos AIRCO DH.6 se vendieron a particulares, incluyendo a los dos que dieron origen al Aero-Club de Córdoba y al Aero-Club de Tucumán.
La "River Plate Aviation Co." fue transformada jurídicamente de sociedad de capital y trabajo a sociedad anónima el 21 de septiembre de 1921, llamándose a partir de ese momento "Compañía Rioplatense de Aviación S.A.", conformando su directorio con Francois H. Hentsch como presidente y siendo sus directores, Carlos A. Tornquist, Henry C. Thompson y Jean Guichard. Shirley Kingsley sería su Director Gerente. Utilizando dos AIRCO DH.16 y eventualmente una limousine Breguet 14, el 17 de diciembre de 1921 inauguró, sin subsidio, el primer Servicio Aéreo Regular Internacional de Sudamérica, operando durante los meses de verano, dos frecuencias semanales entre San Isidro y Villa Colón y completando cerca de 200 vuelos regulares hasta el 30 de abril de 1922. Ese año, la Rioplatense de Aviación cumple un servicio postal no regular contratado con el Correo Argentino y en diciembre de 1923 la empresa inauguró un Servicio Aéreo Regular Internacional de pasajeros, carga y correo con botes voladores, utilizando dos anfibios Vickers Viking IV, cumpliendo una frecuencia diaria entre la Dársena Norte del Puerto de Buenos Aires y el Muelle Maciel en Montevideo. Estos botes voladores, al ser anfibios, podían alojarse en los hangares del Aeródromo de San Isidro, donde también recibían el mantenimiento diario. A pesar del éxito de este servicio que cumple con 173 de los 177 vuelos programados, transportando 789 pasajeros y 168 bolsas de correo, el 30 de marzo de 1924 la Rioplatense de Aviación debe cesar en sus actividades cuando se le retira el subsidio convenido con el Ejército y el Correo Argentino.

## [1]Referencias
1. ↑  «Historias Individuales: De la "River Plate" a la "Aeroposta Argentina" 1919». Historias Individuales. Consultado el 6 de febrero de 2022.